# ゴードン・ベネット・カップ (飛行機レース)

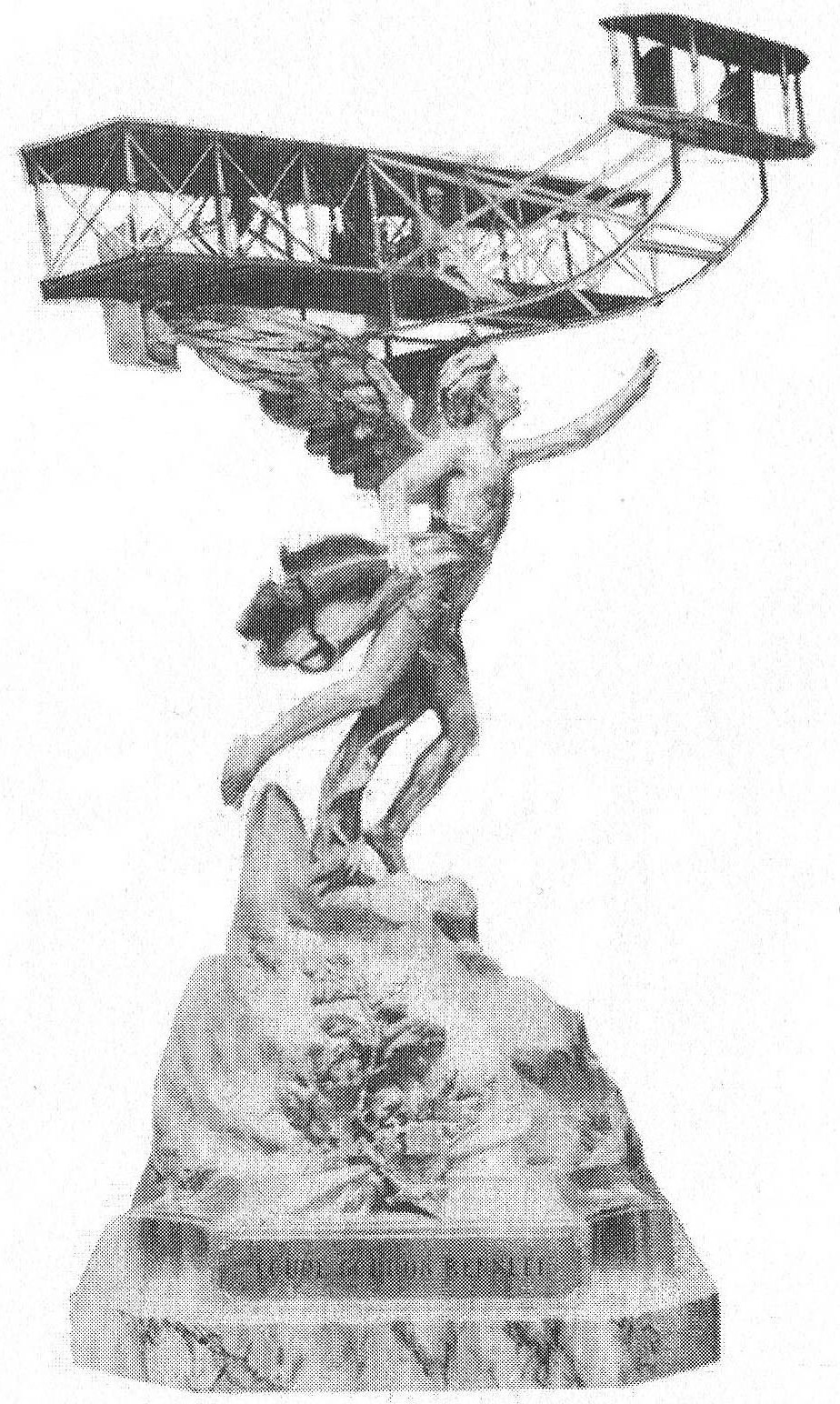
授与されたトロフィー

ゴードン・ベネット・カップまたはゴードン・ベネット・トロフィーは1909年に第1回のレースが行われた世界初のエアレース。
周回コースでの平均速度を争うもので、レースの距離は数10kmから、毎回長くなっていって、最終的には300kmほどまで伸ばされた。1912年からフランスのパイロットが3連勝したことによって1920年に終了した。

## 優勝者一覧
| 回（年）        | 開催地 | 優勝者                                   | 優勝した機体     | 優勝機の 平均時速 |
| --------------- | --- | ---------------------------------------- | ---------------- | ----------------- |
| 第1回 (1909年） | ランス（フランス） | グレン・カーティス（アメリカ合衆国）     | カーチス No. 2   | 75km/h            |
| 第1回 (1909年） | 2位：ルイ・ブレリオ - ブレリオ XII 3位：ユーベル・ラタム - アントワネット 4位：ウジェーヌ・ルフェーブル - ライト モデルA                       |                                          |                  |                   |
| 第2回 (1910年） | ロングアイランド（アメリカ合衆国） | クロード・グラハム＝ホワイト（イギリス） | ブレリオ XIbis   | 98km/h            |
| 第2回 (1910年） | 2位：ジョン・モワザン - ブレリオ XII 3位：アレクサンダー・オジルビー - ライト モデルR 4位：ユーベル・ラタム - アントワネット                   |                                          |                  |                   |
| 第3回 (1911年） | イーストチャーチ（イギリス） | チャールズ・ウェイマン（アメリカ合衆国） | ニューポール     | 125.7 km/h        |
| 第3回 (1911年） | 2位：アルフレッド・ルブラン - ブレリオ XXIII 3位：エドゥアール・ニューポール - ニューポール II 4位：アレクサンダー・オジルビー - ライト ベビー |                                          |                  |                   |
| 第4回 (1912年） | Clearing（アメリカ合衆国） | ジュール・ヴェドリーヌ（フランス）       | ドゥペルデュサン | 174 km/h          |
| 第4回 (1912年） | 2位：モーリス・プレヴォ - ドゥペルデュサン 3位：アンドレ・フライ - アンリオ                                                                    |                                          |                  |                   |
| 第5回 (1913年） | ランス（フランス） | モーリス・プレヴォ（フランス）           | ドゥペルデュサン | 200 km/h          |
| 第5回 (1913年） | 2位：Emile Vedrines - Ponnier 3位：ウジェーヌ・ジルベール - ドゥペルデュサン                                                                   |                                          |                  |                   |
| 第6回 (1920年） | Etampes とGidyの間（フランス） | ジョゼフ・サジ＝ルコワント（フランス）   | ニューポール 29V | 272 km/h          |
| 第6回 (1920年） | 2位：ベルナール・バルネ・ドゥロマネ - SPAD S.20bis                                                                                             |                                          |                  |                   |